# Герех (герцог Бретані)
Герех або Гюереш (*Guérech de Bretagne, д/н —988) — герцог Бретані у 981—988 роках.

## Життєпис
Походив з династії Нанта. Позашлюбний син Алена II, герцога Бретані. Про народження нічого невідомо. Для нього батько обрав духовну кар'єру. Герех виховувався в абатстві Сен-Бенуат-сюр-Луара поблизу Орлеана.
У 958—960 роках допомагав братові затвердитись спочатку в Нанті, а потім на значній частині герцогства Бретонського. У 981 році після смерті Готьє I призначається братом-герцогом Гоелем I новим єпископом Нанту.
Після вбивства Гоеля I у 981 році зумів швидко захопити владу в Бретані. Продовжив боротьбу проти Конана, графа Ренна, якому того ж року завдав поразки біля Ренна.
982 року уклав мирний договір з Вільгельмом IV, герцогом Аквітанії, яким було підтверджено договір 942 року (за ним передано замки Тріффож, Моге і Ебоге).
983 року прибув до двору французького короля Лотаря, владу якого визнав. На зворотньому шляху 984 (або 985 року) Гереха було схоплено Жоффруа I, графом Анжу, який став вимагати передачі графства Нанта та визнання Герехом зверхності Анжу. Виконавши цю умову Герех звільнився. У 988 році Гереха було отруєно власним лікарем, якого було підкуплено Конаном, графом Ренна. Після цього герцогство розкололося між Аленом Нантським і Конаном Реннським.

## Родина
Дружина — Аренбурга Ансенійська
Діти:
- Ален (д/н—990), граф Нанта у 988—990 роках